# Joseph-Emmanuel Aubry
Pour les articles homonymes, voir Aubry.
Joseph-Emmanuel Aubry, né le 2 juillet 1772 à Mirecourt, mort le 18 août 1812 lors de la Bataille de Polotsk, est un militaire français de la Révolution et de l’Empire.

## Biographie
Issu d'une ancienne famille bourgeoise de Mirecourt, originaire de Nomexy, en Lorraine, Joseph-Emmanuel Aubry entre le 31 août 1791 comme caporal de grenadiers dans le 4e bataillon des Vosges, passe le 12 janvier 1792, en qualité de sous-lieutenant au 10e régiment d'infanterie (ci-devant de Neustrie), embrigadé dans la 19e d'infanterie, devenue 69e de ligne, et est nommé capitaine le 3 brumaire an IV.
Il fait les guerres de 1792 et 1793 aux armées du Rhin et des Alpes, assiste au siège de Toulon en l'an II, et III à l'armée d'Italie les campagnes de la fin de l'an II à l'an V inclusivement.
Appelé avec son corps en Égypte, il est blessé d'un coup de feu à la tête le 14 messidor an VI à l'attaque du fort triangulaire d'Alexandrie, et commande en Syrie la compagnie des éclaireurs de la 69e, qui pénètrent dans la forteresse de Saint-Jean-d'Acre lors de l'assaut du 19 floréal an VII.
Rentré en France, il fait partie de l'armée des côtes de l'Océan de l'an XII à l'an XIII. Chef de bataillon au 12e régiment d'infanterie légère le 5 ventôse an XII, et membre de la Légion d'honneur le 25 prairial de la même année, il rejoint la Grande Armée en l'an XIV, et sert en Autriche en 1805, en Prusse en 1806, et en Pologne) en 1807.
Major dans les grenadiers et voltigeurs réunis le 3 juin 1807, et blessé d'un coup de feu qui lui traverse le pied droit à Heilsberg le 10 juin suivant, il passe dans le 19e régiment de ligne le 10 novembre pour en prendre le commandement en l'absence du colonel, et fait la campagne de 1808 en Danemark, et celle d'Allemagne en 1809. Le 13 avril de cette dernière année, il est colonel du régiment. Blessé de deux coups de feu, l'un à l'abdomen le 5 juillet, l'autre à l'épaule gauche le lendemain à la bataille de Wagram, il a en outre un cheval tué sous lui. L'Empereur le fait officier de la Légion d'honneur le 23 du même mois, et ensuite baron de l'Empire.
Il fait partie du camp de Boulogne pendant les années 1810 et 1811, suit la Grande Armée en Russie en 1812, et est tué à la première affaire de Polotsk le 18 août 1812.

## Armoiries
| Figure | Blasonnement |
|        | Armes du baron Aubry et de l'Empire Coupé : au 1er, parti d'azur à trois têtes de mamelucks d'or, posées de profil, 2 et 1, et des barons militaires ; au 2e, d'argent, à un château flanqué de deux tours crénelées de sable. |